# Purisme en langue coréenne
Le purisme linguistique en coréen est la croyance que des mots d'origine coréenne doivent être employés à la place des emprunts lexicaux d'origine étrangère,  même entrés dans l'usage. Répandu en Corée du Nord comme en Corée du Sud, il diffère cependant dans les deux pays.

## En Corée du Nord
- Beaucoup de différences linguistiques entre coréen du Nord et du Sud sont dues au refus des mots d'emprunt en Corée du Nord.  Ainsi, l'emploi des caractères chinois pour écrire le coréen (hanja) est abandonné en Corée du Nord à partir de 1949[1], mais conservé en Corée du Sud. De nombreux mots d'emprunt écrits en hanja, notamment les termes académiques introduits sous l'Occupation japonaise, sont reconstitués en écriture coréenne, on compte par exemple[1] :
- 관절 (kwanjŏl)(關節, surface articulatoire)  → 마디 (madi)
- 멸균 (myŏlgyun) (滅菌, stérilisation) → 균깡그리죽이기 (kyunkkanggŭrijugigi)
- 호흡 (hohŭp) (呼吸, respiration) → 숨쉬기 (sumswigi)
- 용량 (yongryang) (容量, capacité (en termes de volume)) → 들이 (tŭri)
- 광원 (kwangwŏn) (光源, source lumineuse) → 빛샘 (pissaem)
- 염색체 (yŏmsaekch'e) (染色體, chromosome) → 물들체 (muldŭlch'e)

## En Corée du Sud
En Corée du Sud, l'Institut national de la langue coréenne tient à jour un dictionnaire exhaustif de la langue raffinée (purifiée). Un vote en ligne convient d'une version purifiée.

### Colonialisme japonais
- Les mots empruntés au japonais introduits en Corée pendant l'occupation forcée japonaise sont considérés comme issus de la colonisation et sont donc souvent raffinés. Certaines translittérations de mots japonais sont réadaptés au coréen en 1948[1] :

- 시로또 (sirotto) (素人, amateur/novice) → 맹문이 (maengmuni), 날무지 (nalmuji)
- 분빠이 (bunppai) (分配, distribution) → 누누매기 (nunumaegi)

D'après des critiques du mouvement, il est regrettable qu'une traduction ait systématiquement lieu lorsque le mot d'emprunt est répandu,.
Le nom du plat dak-dori-tang (닭도리탕) en constitue un exemple récent. Le mot dori (en coréen : 도리), d'étymologie inconnue, est peut-être un hybride nippo-coréen. En Corée du Sud, l'Institut national de la langue coréenne affirme que le mot vient du japonais tori (鳥 ; « oiseau »), et propose la traduction dak-bokkeum-tang (en) (en coréen : 닭볶음탕)[réf. non conforme]. Cependant, la nature de mot d'emprunt de dori est objet de débat : de fait, le seul argument de l'Institut national de la langue coréenne est la ressemblance phonétique entre dori et le mot japonais tori[réf. non conforme]. Le mot dori-tang apparaît dans Haedong jukji, recueil de poèmes de 1925 de Choe Yeongnyeon, pendant la période Joseon. Dans le livre, les caractères chinois do (桃) ri (李) tang (湯) sont employés pour translittérer le nom du plat coréen[réf. non conforme]. Un chroniqueur culinaire déclare que, si le mot avait été japonais, le caractère jo (鳥 ; prononcé tori en japonais) remplacerait la translittération hanja de la prononciation coréenne. Selon d'autres théories, dori provient de dyori (됴리), forme archaïque du mot sino-coréen jori (조리 ; « cuisiner »), ou de dorida (en coréen : 도리다 ; « découper »), verbe coréen[réf. non conforme]. Aucune de ces hypothèses n'est admise comme étymologie de ce terme.